# Phlyctenosis mirabilis
Phlyctenosis mirabilis är en skalbaggsart som beskrevs av Reé Michel Quentin och Jean François Villiers 1978. Phlyctenosis mirabilis ingår i släktet Phlyctenosis och familjen långhorningar.
Artens utbredningsområde är Malawi. Inga underarter finns listade i Catalogue of Life.